# Viên (họ)

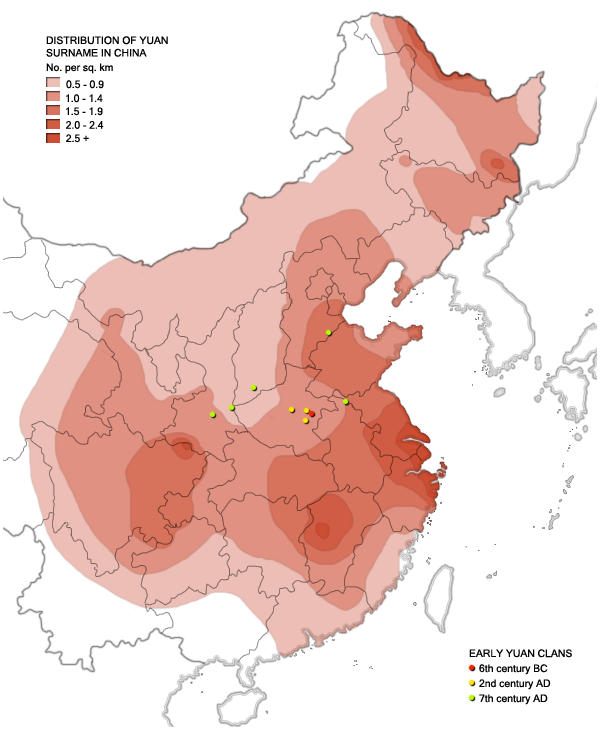
Phân bố những người họ Viên ở Trung Quốc.

Viên là một họ của người châu Á, họ này xuất hiện ở Việt Nam, Triều Tiên (Hangul: 원, Romaja quốc ngữ: Won) và Trung Quốc (chữ Hán: 袁, Bính âm: Yuan). Trong danh sách Bách gia tính họ này xếp thứ 59 còn tính về mức độ phổ biến ở Trung Quốc thì nó xếp thứ 37 theo số liệu năm 2006.

## Người Trung Quốc họ Viên nổi tiếng
- Viên Gia Quân (1962), Ủy viên Ủy ban Trung ương Đảng Cộng sản Trung Quốc khóa XIX, Tỉnh trưởng Chính phủ Nhân dân tỉnh Chiết Giang.
- Viên Áng, đại thần nhà Tây Hán
- Viên An, đại thần nhà Đông Hán
- Viên Thiệu, thủ lĩnh cát cứ đầu thời Tam Quốc
- Viên Thuật, em trai của Viên Thiệu, thủ lĩnh cát cứ đầu thời Tam Quốc
- Viên Hoành, sử gia thời Đông Tấn
- Viên Tung, sử gia thời Đông Tấn
- Viên Sùng Tổ, tướng nhà Lưu Tống và Nam Tề thời Nam Bắc triều
- Viên Sùng Hoán, danh tướng cuối thời nhà Minh, người chỉ huy quân Minh đánh bại Nỗ Nhĩ Cáp Xích tại trận Ninh Viễn
- Viên Mai, nhà văn thời nhà Thanh
- Viên Thế Khải, Tổng thống Trung Hoa Dân Quốc vào đầu thế kỷ XX
- Viên Hòa Bình, đạo diễn Hồng Kông
- Viên Vịnh Nghi, hoa hậu Hồng Kông, diễn viên
- Viên Băng Nghiên, diễn viên Trung Quốc
- Viên Nhất Kỳ, nữ ca sĩ và diễn viên Trung Quốc

## khác
- Viên Thừa Chí, Nhân vật trong tiểu thuyết bích huyết kiếm của Kim Dung